# TERROR 〜剥離〜
『TERROR 〜剥離〜』（テラー はくり）は、LOUDNESS18枚目のアルバム。2004年1月7日発売。
発売元は徳間ジャパン・コミュニケーションズ。

## 解説
テーマはホラーで、ジャケットもそれに準じたデザインとなっている。『GHETTO MACHINE』～『ENGINE』の「インド三部作」時代のようなアジア的なメロディは希薄だが、ひたすらにスローでヘヴィ、陰鬱な作風となった。結果インド三部作時代も下回るほどの人気低迷、売り上げ不振を招き、バンドは急激な方向性の変更を迫られる結果となってしまった。しかし本作とは正反対なスピードとメロディにこだわった次作『Racing/音速』により、人気は急回復する。
CDジャーナルでは「前作で提示したハードコア・メタルにおどろおどろしいムードが加味されて、ドスのきいた貫禄のメタル・アルバムに仕上がった。高崎晃のギター技も二井原実の叫びも邪悪の演出にひたすら専心する。80年代のニュアンスを残しながらも、いかにもLOUDNESSといったサウンドを聴かせる。」とコメントしている。

## 収録曲
1. PHARAOH　[7:08]
2. CYBER SOUL　[5:34]
3. LIFE AFTER DEATH　[5:02]
4. LET'S FREE OUT SOLDS　[4:37]
5. DETONATOR (Fire and thunder)　[3:09]
6. CROSS　[8:47]
LOUDNESSのスタジオアルバム収録曲中、演奏時間が最長の曲。
7. ABOUT TO KILL　[4:46]
8. DOUBLE-WALKER　[6:36]
9. THE CITY OF VAMPIRE　[5:57]
10. SEVENTH HEAVEN　[4:30]
11. TERROR　[4:47]
本作のタイトル曲。

## 参加ミュージシャン
- 二井原実 - ボーカル
- 高崎晃 - ギター、作詞、作曲、編曲
- 山下昌良 - ベース
- 樋口宗孝 - ドラム